# Lamorne Morris
Lamorne Morris (Glen Ellyn, 14 agosto 1983) è un attore e personaggio televisivo statunitense, noto soprattutto per il suo ruolo di Winston Bishop nella sitcom New Girl.

## Biografia
Morris è nato in un sobborgo di Chicago. Prima di diventare attore, è stato un giocatore di Basket.
Inizia la sua carriera attoriale, recitando in vari spot televisivi, come quello per la Microsoft o del McDonald's.
Nel 2011 entra a far parte del cast principale della sitcom di successo New Girl, interpretando uno dei coinquilini della protagonista Jessica Day interpretata da Zooey Deschanel. Inizialmente nella serie al suo posto era presente Damon Wayans Jr. nel ruolo di Coach, poi sostituito da Morris per conflitti di riprese con la serie Happy Endings.
È apparso in alcuni video Youtube, per i canali "FunnyorDie" e "Water". In quest'ultimo con Matt Damon ha realizzato un video che mira ad aumentare la consapevolezza della mancanza di acqua nei paesi del terzo mondo.
E apparso anche nella quinta stagione di The Guild, una webserie scritta e interpretata da Felicia Day.

## Filmografia parziale

### Cinema
- La bottega del barbiere 3 (Barbershop: The Next Cut), regia di Malcolm D. Lee (2016)
- Sandy Wexler, regia di Steven Brill (2017)
- Game Night - Indovina chi muore stasera? (Game Night), regia di John Francis Daley e Jonathan Goldstein (2018)
- Qualcuno salvi il Natale (The Christmas Chronicles), regia di Clay Kaytis (2018)
- Yesterday, regia di Danny Boyle (2019)
- Jumanji: The Next Level, regia di Jake Kasdan (2019)
- Bloodshot, regia di Dave Wilson (2020)
- Desperados, regia di LP (2020)
- How It Ends, regia di Zoe Lister-Jones e Daryl Wein (2021)
- Saturday Night, regia di Jason Reitman (2024)

### Televisione
- The Middle – serie TV, episodio 2x20 (2011)
- New Girl – serie TV, 145 episodi (2011-2018)
- Call Me Kat – serie TV, 4 episodi (2021)
- Fargo – serie TV, 7 episodi (2023-2024)

## Doppiatori italiani
Nelle versioni in italiano delle opere in cui ha recitato, Lamorne Morris è stato doppiato da:
- Nanni Baldini in Sandy Wexler, Unstable
- Simone Crisari in Game Night - Indovina chi muore stasera?, Fargo
- Marco Baroni in New Girl
- Gianluca Musiu in The Middle
- Simone Leonardi in Yesterday
- Alessandro Rigotti in Bloodshot
- Paolo Vivio in Desperados
- Gianluca Iacono in How It Ends
- Edoardo Stoppacciaro in Saturday Night